# دیوید سولاری (بازیکن فوتبال)
دیوید سولاری (انگلیسی: David Solari؛ زادهٔ ۲۱ مارس ۱۹۸۶) بازیکن فوتبال اهل آرژانتین است.
از باشگاه‌هایی که در آن بازی کرده‌است می‌توان به باشگاه فوتبال هاپوئل ایرونی کریات‌شمونا، باشگاه اتلتیکو ایندپندینته، باشگاه فوتبال ونتزیا، و باشگاه فوتبال مکابی پتخ تیکوا اشاره کرد.